# Robert Lantos
Pour les articles homonymes, voir Lantos.
Robert Lantos (né le 3 avril 1949  à Budapest, en Hongrie) est un producteur de cinéma et de télévision canadien d'origine hongroise.

## Filmographie

### Cinéma
- 1977 : L'Ange et la Femme de Gilles Carle
- 1978 : Les Femmes de 30 ans
- 1980 : Les Espions dans la ville (Agency)
- 1980 : Suzanne
- 1981 : Au-delà de cette limite votre ticket n'est plus valable (Your Ticket Is No Longer Valid)
- 1982 : Paradis (Paradise)
- 1982 : Scandale
- 1984 : Bedroom Eyes
- 1984 : Heavenly Bodies
- 1985 : Night Magic
- 1985 : Joshua Then and Now
- 1986 : Separate Vacations
- 1991 : Robe noire (Black Robe)
- 1992 : On My Own
- 1992 : Léolo
- 1993 : Calendar
- 1994 : Whale Music
- 1994 : Exotica
- 1995 : Johnny Mnemonic
- 1995 : When Night Is Falling
- 1995 :  Excès de confiance (Never Talk to Strangers)
- 1996 : Turning April
- 1996 : Crash
- 1997 : De beaux lendemains (The Sweet Hereafter)
- 1997 : Le Crépuscule des nymphes de glace (Twilight of the Ice Nymphs)
- 1998 : At the End of the Day: The Sue Rodriguez Story
- 1998 : Les filles font la loi (Strike!)
- 1999 : eXistenZ
- 1999 : Le Voyage de Félicia (Felicia's Journey)
- 1999 : Sunshine
- 2000 : Stardom
- 2001 : Identité suspecte (Picture Claire)
- 2002 : Men with Brooms
- 2002 : Ararat
- 2003 : The Making of 'Ararat' (vidéo)
- 2003 : Crime contre l'humanité (The Statement)
- 2004 : Adorable Julia
- 2005 : La Vérité nue (Where the Truth Lies)
- 2019 : Le Prodige inconnu (The Song of Names) de François Girard
- 2022 : Les Crimes du futur (Crimes of the Future) de David Cronenberg

### Télévision
- 1983 : A Matter of Cunning
- 1983 : Overdrawn at the Memory Bank
- 1985 : Overdrawn at the Memory Bank
- 1986 : Sword of Gideon
- 1986 : Perfect Timing
- 1989 : Les deux font la loi (série télévisée)
- 1989 : Mont-Royal (Mount-Royal) (série télévisée)
- 1993 : Péril au 80e parallèle (Ordeal in the Arctic)
- 1993 : De parents inconnus (Family of Strangers)
- 1993 : Meurtre que je n'ai pas commis (Woman on the Run: The Lawrencia Bembenek Story)
- 1996 : Coup de force (Gridlock)
- 1996 : Mother Trucker: The Diana Kilmury Story
- 1997 : Quasimodo Notre-Dame de Paris (The Hunchback)
- 1997 : L'Héritière (The Inheritance)
- 1997 : Les Chemins du cœur (Northern Lights)
- 1998 : The Waiting Game
- 1998 : Shot Through the Heart
- 1999 : Cover Me (feuilleton télévisé)